# Свята Албанії

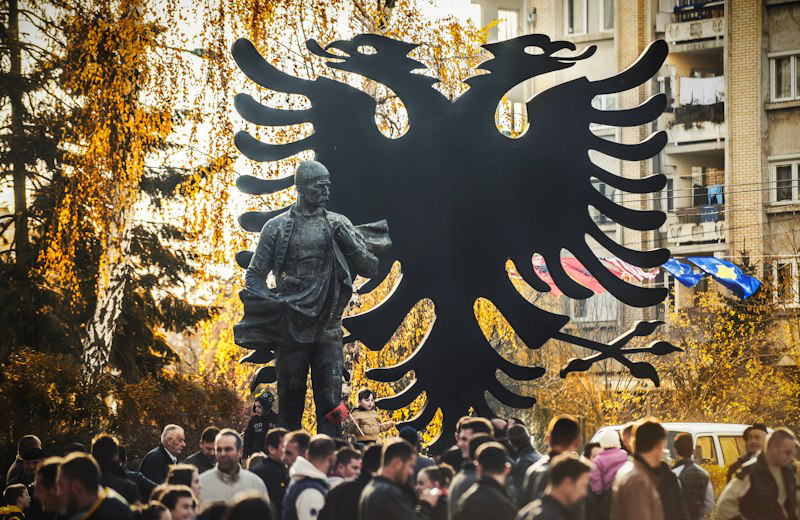
Статуя Іса Болетіні, Косовська Митровиця. У 2012 році Албанія відзначила особливий, 100-й День незалежності
.

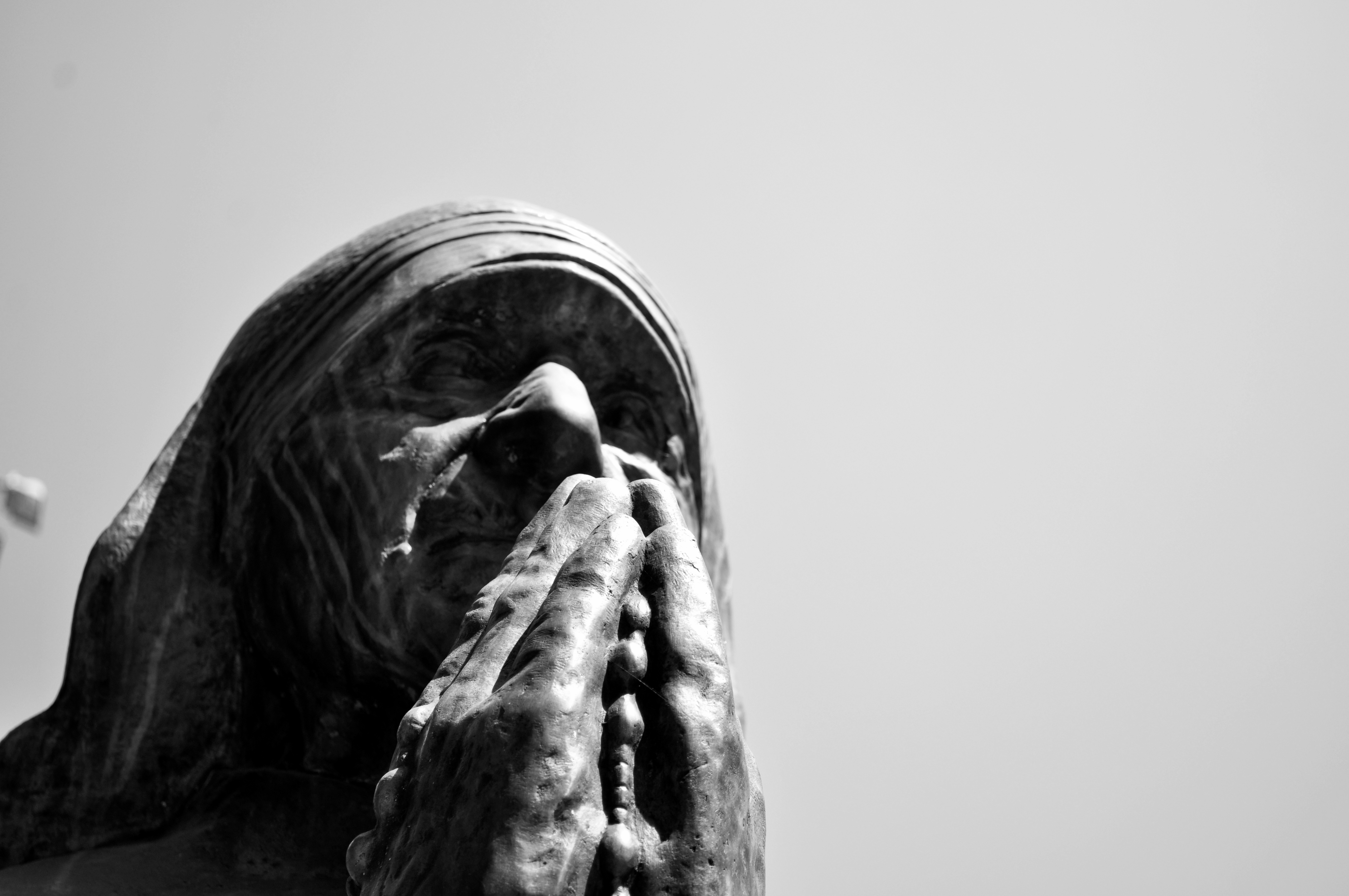
Мати Тереза була наймолодшою в албанській родині за походженнями із Шкодера. Батько дівчинки, борець за Албанське визволення, помер, коли їй було 8 років.

Список свят, котрі відзначаються у Албанії.
| Дата              | Назва                         | Албанською                        | Примітки |
| ----------------- | ----------------------------- | --------------------------------- | --- |
| 1 січня — 2 січня | Новий рік                     | Viti i Ri                         | |
| 7 березня         | День вчителя                  | Dita e Mësuesit                   | неофіційний — робочий день                                                                                   |
| 8 березня         | День матері                   | Dita e Nënës                      | неофіційний — робочий день                                                                                   |
| 14 березня        | День літа                     | Dita e Verës                      | ратифіковано парламентом Албанії (2004), офіційне і національне свято                                        |
| 22 березня        | Наврез                        | Novruz                            | |
| 1 квітня          | День дурня                    | Dita e Gënjeshtrave               | неофіційний — робочий день                                                                                   |
|                   | Великдень (Католицький)       | Pashkët katolike                  | дата змінюється                                                                                              |
|                   | Великдень (Православний)      | Pashkët ortodokse                 | дата змінюється                                                                                              |
| 1 травня          | день праці                    | Një Maji                          | |
| 1 червня          | День дитини                   | Dita Ndërkombëtare e Fëmijëve     | неофіційний — робочий день                                                                                   |
| 5 вересня         | День матері Терези            | Dita e Nënë Terezës               | ратифіковано парламентом Албанії, офіційне і національне свято. До 2017 року включно відзначалося 19 жовтня. |
| 22 листопада      | День алфавіту албанської мови | Dita e Alfabetit të Gjuhës Shqipe | Офіційне свято та неробочий день з 2024 року.                                                                |
| 28 листопада      | День незалежності             | Dita e Pavarësisë                 | |
| 29 листопада      | День визволення               | Dita e Çlirimit                   | |
| 8 грудня          | День молоді                   | Dita Kombëtare e Rinisë           | ратифіковано парламентом Албанії (2010), офіційне і національне свято                                        |
| 24 грудня         | Святвечір                     | Krishlindjet                      | Святвечір, додаткове банківське свято                                                                        |
| 25 грудня         | Різдво                        | Krishtlindjet                     | |